# John David Washington
John David Washington (Toluca Lake, Los Angeles, Kalifornia, 1984. július 28. –) amerikai amerikaifutball-játékos és színész. Négy évet játszott a Sacramento Mountain Lions csapatában mint running back a United Football League-ben (UFL). Apja Denzel Washington színész.

## Élete és pályafutása
Washington a Los Angeles mellett fekvő Toluca Lake-ben született. Szülei Denzel Washington színész és Pauletta Pearson énekesnő. Profi sportkarrierje során játszott a St. Louis Rams (2006–2007), a Rhein Fire (2007) és a California Redwoods, későbbi nevén a Sacramento Mountain Lions (2009–2012) csapatában. 2015 óta szerepel az HBO Nagypályások című, saját gyártású sorozatában. 2018-ban főszerepet kapott a Spike Lee rendezésében elkészült Csuklyások – BlacKkKlansman című, igaz történeten alapuló bűnügyi filmdrámában.

## Filmográfia

### Film
| Év   | Magyar cím                  | Eredeti cím           | Szerep                           | Magyar hang       |
| ---- | --------------------------- | --------------------- | -------------------------------- | ----------------- |
| 1992 | Malcolm X                   | Malcolm X             | Diák egy harlemi osztályteremben |                   |
| 1995 | Kék ördög                   | Devil in a Blue Dress | fiú játékpuskával                |                   |
| 2017 |                             | Love Beats Rhymes     | Mahlik                           |                   |
| 2018 |                             | Monsters and Men      | Dennis Williams                  |                   |
| 2018 | A szörnyeteg                | Monster               | Richard "Bobo" Evans             |                   |
| 2018 | Csuklyások – BlacKkKlansman | BlacKkKlansman        | Ron Stallworth                   | Pál Tamás         |
| 2018 | Úriember revolverrel        | The Old Man & the Gun | Kelley hadnagy                   |                   |
| 2020 | Tenet                       | Tenet                 | Főhős                            | Orosz Ákos        |
| 2021 | Malcolm és Marie            | Malcolm & Marie       | Malcolm Elliott                  |                   |
| 2021 | Beckett                     | Beckett               | Beckett                          | Orosz Ákos        |
| 2022 | Amszterdam                  | Amsterdam             | Harold Woodsman                  | Kádár-Szabó Bence |
| 2023 | Az Alkotó                   | The Creator           | Joshua                           | Orosz Ákos        |
| 2024 | A zongoraóra                | The Piano Lesson      | Willie Charles                   | Pál Tamás         |

### Televízió
| Év        | Magyar cím   | Eredeti cím | Szerep       | Megjegyzés                                                |
| --------- | ------------ | ----------- | ------------ | --------------------------------------------------------- |
| 2015–2019 | Nagypályások | Ballers     | Ricky Jerret | - főszereplő (47 epizód) - magyar hangja: - Szatory Dávid |

### Színház
| Év   | Cím              | Szerep     | Helyszín |
| ---- | ---------------- | ---------- | -------- |
| 2022 | The Piano Lesson | Willie fiú | Broadway |